# Ectodrelanva marginalis
Ectodrelanva marginalis är en insektsart som beskrevs av Andrej Vasiljevitj Gorochov 1999. Ectodrelanva marginalis ingår i släktet Ectodrelanva och familjen syrsor. Inga underarter finns listade i Catalogue of Life.